# Jowita Ossowska
Jowita Ossowska (ur. 7 kwietnia 1996 w Gdyni) – polska koszykarka występująca na pozycji niskiej skrzydłowej, obecnie zawodniczka TK Hanower Luchse.
16 sierpnia 2019 dołączyła do Politechniki Gdańskiej.

## Osiągnięcia
Stan na 15 listopada 2021, na podstawie, o ile nie zaznaczono inaczej.
Drużynowe
- Mistrzyni Polski:
  - Polski juniorek starszych (2014 – U–20, 2018 – U–22)
  - Polski juniorek (2014)
- Wicemistrzyni Polski juniorek (2012, 2013)
- Brązowa medalistka mistrzostw Polski juniorek starszych (2013 – U–20, 2017 – U–22)

Indywidualne
- MVP mistrzostw Polski juniorek:
  - 2014
  - starszych (2018)
- Zaliczona do I składu:
  - I ligi grupy A (2017)[3]
  - mistrzostw Polski U–22 (2017)
- Liderka:
  - strzelczyń mistrzostw Polski juniorek starszych (2017)
  - w skuteczności rzutów wolnych I ligi (2015)

Reprezentacja
- Mistrzyni Europy U–18 dywizji B (2013)
- Uczestniczka:
  - igrzyskach frankofońskich (2013)
  - uniwersjady (2017 – 13. miejsce)
  - mistrzostw Europy:
    - U–20 (2015 – 7. miejsce)
    - U–18 (2014 – 12. miejsce)
    - U–16 dywizji B (2012)